# 拉里·纳萨尔
劳伦斯·杰拉德·纳萨尔（英語：Lawrence Gerard Nassar，1963年8月16日—）是美国一名裁定有罪的连环儿童性虐待罪犯，他曾是美国体操国家队队医和密歇根州立大学骨科医学院骨科医生。
在美国体操性虐待丑闻爆发期间，拉里·纳萨尔的犯罪行为被曝光。他被指控至少猥亵150余名未成年少年，其中包括一些知名的奥运体操运动员。对于拉里·纳萨尔的指控可追溯到1992年。 他对其中十项指控供认不讳。
2017年7月，拉里·纳萨尔对于儿童色情物品的指控认罪后，联邦法院裁定有期徒刑60年。2018年1月24日，拉里·纳萨尔在密歇根州法院对有关性侵未成年人的指控认罪，被法院裁定判处有期徒刑40年至175年。他将连续服刑。

## 个人生活
拉里·纳萨尔出生于1963年。1978年，他在北法明顿高级中学担任该校女子体操队的学生运动训练师。这个职位是由他的哥哥所推荐的，而他哥哥则是该校的运动训练师。1981年，拉里·纳萨尔从该校毕业。
拉里·纳萨尔继续在密歇根大学学习人体运动学，并在1985年获得理学士学位。在密歇根大学求学期间，他曾服务于该校的美式足球和田径校队。
1996年10月19日，拉里·纳萨尔与斯蒂芬妮·琳恩·安德森（Stephanie Lynn Anderson）在东兰辛的圣约翰天主教堂完婚。婚后，他们拥有两个女儿和一个儿子。2017年7月，因为感情疏远，斯蒂芬妮与她的丈夫拉里·纳萨尔离婚，她获得了三个孩子的完全监护权。但是这次离婚案的法庭记录却无处查询。

## 医学生涯
1986年，拉里·纳萨尔开始担任美国体操国家队的运动训练师。1993年，他毕业于密歇根州立大学骨科医学院，并获得骨科医学博士学位；同时他继续在圣劳伦斯医院完成他的家庭醫學住院醫師课程。1997年，拉里·纳萨尔完成了运动医学的研究员项目，并开始担任密歇根州立大学骨科医学院密歇根州立大学家庭与社区医学系助理教授，年薪10万美元。作为共同作者，拉里·纳萨尔名下至少有六篇关于运动员受伤的学术论文。
从1996年到2014年，拉里·纳萨尔一直出任美国体操协会的全国医疗统筹管理职务。当他在2016年12月被美国联邦特工逮捕的时候，他正居住于密歇根州的霍尔特。

## 性侵指控
2015年，美国体操协会在“获悉运动员的忧虑后”断绝了与拉里·纳萨尔的关系。2016年9月，《印第安纳波利斯星报》透露，两名前体操运动员曾指控拉里·纳萨尔性侵。密歇根州立大学在9月20日宣布解雇拉里·纳萨尔；而在一个月前，他在临床与教学的工作被重新分配。
2017年2月，三名体操运动员——珍妮特·安托林、洁西卡·霍华德（Jessica Howard）和杰米·唐茨舍尔——在接受美国新闻节目《60分钟》的访问时谈及拉里·纳萨尔曾对她们实施性侵犯。这些体操运动员还声称，在由贝拉和玛尔塔·卡罗里伊夫妇所运营的位于德克萨斯州亨茨维尔卡罗里伊训练营这个国家体操训练营里一直营造出一种“情感冷暴力氛围”（Emotionally Abusive Environment），这导致纳萨尔有机会接触体操运动员并迫使她们不敢谈及自己所遭受的虐待。作为第一批公开指责控拉里·纳萨尔的女性，瑞秋·丹霍兰德（Rachael Denhollander）在2017年5月的庭审中作证道，2000年，时年15岁的瑞秋·丹霍兰德在拉里·纳萨尔的五次医生探访中对自己实施了性虐待。
奥运会金牌得主麦凯拉·马罗尼在推特上使用标签表示自己从13岁开始一直饱受拉里·纳萨尔的猥亵，直至自己在2016年宣布退役。 随后，马罗尼对纳萨尔、密歇根州立大学、美国奥委会和美国体操协会提起了诉讼。
麦凯拉·马罗尼起诉美国体操协会的案件最后以美国体操协会支付125万美元的赔偿金来交换马罗尼不再起诉的保密协议为结束。但是马罗尼的律师——约翰·曼利（John Manly）在提及拉里·纳萨尔的时候，说他是一个恋童癖医生。
在《60分钟》的采访中，另外一位奥运会金牌得主亚历山德拉·莱斯曼也表示拉里·纳萨尔曾经性虐待过她。莱斯曼说，在她15岁的时候，纳萨尔猥亵了她。
加比·道格拉斯（Gabby Douglas）的一条推文受到了奥运队友西蒙·拜尔斯及其他人的指责，道格拉斯在这条推文里抨击亚历山德拉·莱斯曼和她的“受害者羞辱” 是源自“（她）穿着挑衅/并以性感方式撩错了对象”。加比·道格拉斯后来为这条推文道歉，并表示自己也是拉里·纳萨尔性虐丑闻的受害者。
前美国国家队队员玛姬·尼科尔斯指控拉里·纳萨尔虐待她。她记录了纳萨尔在脸书上联系和“性诱”她的方式，并保存了他数次赞美她外表的内容。根据法庭的记录和采访，在尼科尔斯的教练萨拉·詹士（Sarah Jantzi）在听闻玛姬与另一名体操运动员描述纳萨尔的行为之后，于2015年6月17日偕同玛姬向美国体操协会官员报告了这一事件。 西蒙·拜爾斯随后不久也出面表示自己曾遭受拉里·纳萨尔的性虐待，乔婷·韦伯在法庭宣布对拉里·纳萨尔的裁决之后也发表了一个声明，表示自己在美国体操协会期间也受到了纳萨尔的性虐待。

## 性虐审判
拉里·纳萨尔在美国联邦和州两级司法系统都被控犯有重罪。
2016年11月，拉里·纳萨尔因在1998年至2015年期间对性侵一名儿童而被以“儿童性虐待”起诉；据称，纳萨尔犯案时，受害者才6岁。 最终，拉里·纳萨尔面临22项针对其性侵未成年人的重罪指控：其中在英厄姆县有15项；在伊顿县有7项。这些指控声称，纳萨尔在其家庭诊所或密歇根州立大学训练营里以合法治疗的幌子性侵了七名女孩。
2016年12月，拉里·纳萨尔被美国联邦调查局逮捕，原因是特工在其电脑内发现了37,000多张儿童色情图片和他性骚扰未成年女孩的影片。 2017年4月6日，纳萨尔的医疗执照被吊销了三年。
2017年1月11日，拉里·纳萨尔向法庭承认了他持有儿童色情物品、数张色情图片以及销毁隐藏色情图片的篡改证据的罪行。2017年12月7日，美国地方法官珍妮·内夫裁定纳萨尔将在联邦监狱服刑60年。假如纳萨尔被假释，他余生都将接受监管；并且还将作为一名性犯罪者被登记在册。 拉里·纳萨尔最早可以在2069年3月23日获得假释。
2017年11月22日，拉里·纳萨尔在英厄姆县巡回法庭上承认了七项与未满16周岁儿童的一级刑事性行为。他承认骚扰过这七名女孩，其中三名女孩未满13周岁。11月29日，他在伊顿县的法庭上承认了另外三项一级刑事性行为指控。 截止2018年1月18日，共计有135名女性指控拉里·纳萨尔在密歇根州立大学或美国体操协会工作期间对其实施了性侵犯。 而到了一周后，这个数字上升到150人。 在2017年4月的一起诉讼中，一名妇女指控拉里·纳萨尔于1992年在其念医学院的时候对她实施了性侵犯。
2018年1月24日，英厄姆县巡回法庭法官罗丝玛丽·阿奎丽娜裁定拉里·纳萨尔因性侵未成年人而需服刑40至175年。 此判决，加上伊顿县巡回法庭将给予的判刑都将在联邦法庭裁决的刑期结束后继续执行。这是由于内夫在联邦法庭的裁决书中写明，任何州一级法庭对纳萨尔的判决刑期都必须在联邦法庭刑期结束后方可继续执行。
阿奎丽娜法官允许受害人提交延长其伤害影响的申请，并就此驳回了纳萨尔的反对意见。
在宣读对纳萨尔的裁决书时，法官表示，尽管纳萨尔在年轻的时候意识到自己的性冲动，但是他却错过了治疗它的很多次机会。她补充说，在这起案件中，背后可能还是数十名没有出面的受害者。她明确表示，她不会给纳萨尔再度获得自由的机会。在裁定假释最早时间的时候，她将确保纳萨尔将死在监狱里。
拉里·纳萨尔在德克萨斯州亨茨维尔卡罗里伊训练营工作期间并没有获得德克萨斯州的行医执照。而根据体操运动员麦凯拉·马罗尼的说法，这里是纳萨尔猥亵、骚扰、强暴未成年女性长达15年的地方。根据德克萨斯州的法律，无执照行医是三级重罪，虽然很少有人因此被起诉。

## 事件影响
在拉里·纳萨尔被判有罪之后，拉里·纳萨尔、密歇根州立大学、美国奥委会、美国体操协会和双星体操俱乐部（Twistars Gymnastics Club）等个人和机构目前以在联邦和州司法系统面临多达150余项的起诉。 美国体操协会管理董事会的18名成员已经宣布集体辞职。密歇根州立大学校长露·安娜·西蒙跟随本校体育主任马克·霍利斯一起宣布辞职。 如果将拉里·纳萨尔在密歇根州立大学和美国体操协会里的丑恶行径与杰里·桑达斯基在宾夕法尼亚州立大学的恋童罪行相比较的话， 当罪行发生之后，管理当局不是立即联系执法单位，反而是包庇罪犯；并因此都犯下了可怕的错误。
密歇根州总检察长比尔·舒特特已经承诺会就拉里·纳萨尔如何在密歇根州立大学内工作几十年性侵诸多未成年女性而未被发现进行全面调查。将近160名女性指控拉里·纳萨尔对其实施性侵犯。

### 脚注
1. ↑  中文译名参考BBC中文网报道《前美国奥运体操队队医拉里·纳萨尔性侵156人获刑175年》。

### 出典
1. 1 2  Murphy, Dan. . ESPN. 2017-04-19  [2018-01-27]. （原始内容存档于2020-06-29）.
2. 1 2  . BBC News. 2018  [2018-01-24]. （原始内容存档于2018-01-25）.
3. 1 2 3 4  . CNN.com.   [2018-01-25]. （原始内容存档于2018-01-24）.
4. 1 2 3  . 美国司法部. 2017-12-07  [2018-01-23]. （原始内容存档于2020-12-13）. Lawrence Gerard Nassar, 54, of Holt, Michigan...
5. 1 2 3 4  Kozlowski, Kim. . The Detroit News. 2017-08-10  [2018-01-19]. （原始内容存档于2017-08-11）.
6. 1 2  Mack, Julie and Lawler, Emily. . MLive.com. 2017-02-12  [2018-01-19]. （原始内容存档于2018-11-21）.
7. 1 2 3 4  . 印第安纳波利斯星报.   [2018-01-19]. （原始内容存档于2018-10-27）.
8. ↑  . fabwags.com.   [2018-01-28]. （原始内容存档于2018-01-28）.
9. ↑  Nathan Francis. . inquisitr.com.   [2018-01-28]. （原始内容存档于2018-01-28）.
10. ↑  . www.ncbi.nlm.nih.gov.   [2018-01-28]. （原始内容存档于2018-07-24）.
11. ↑  . NBC新闻. 2016-09-20  [2018-01-28]. （原始内容存档于2021-02-27）.
12. ↑  McCandless, Brit. . CBS新闻. 2017-02-19  [2018-01-28]. （原始内容存档于2021-03-09）.
13. ↑  Cacciola, Scott; Mather, Victor. . 纽约时报. 2018-01-24  [2018-07-25]. （原始内容存档于2018-07-26）. - 英文版: "Larry Nassar Sentencing: 'I Just Signed Your Death Warrant' （页面存档备份，存于）"
14. ↑  Steve Almasy; Anne Woolsey. . 有线电视新闻网. 2017-05-14  [2017-12-04]. （原始内容存档于2019-12-19）.
15. ↑  Park, Alice. . 时代周刊. 2017-10-18  [2018-01-28]. （原始内容存档于2020-12-22）.
16. ↑  . 洛杉矶时报. 2017-12-20  [2018-01-28]. （原始内容存档于2020-12-12）.
17. ↑  . ESPN. 2017-10-20  [2018-01-28]. （原始内容存档于2021-02-22）.
18. ↑  . CBS新闻. 2017-11-10  [2018-01-28]. （原始内容存档于2018-12-07）.
19. 1 2  Nicole Chavez; Eric Levenson. . 有线电视新闻网. 2017-11-23  [2017-12-04]. （原始内容存档于2017-12-03）.
20. ↑  Guardian sport. . 卫报. 2017-11-19  [2017-12-04]. （原始内容存档于2021-02-18）.
21. ↑  Withiam, Hannah. . 纽约邮报. 2017-11-22  [2017-12-04]. （原始内容存档于2020-11-09）.
22. ↑  Stevens, Matt. . 纽约时报. 2017-11-21  [2017-11-22]. ISSN 0362-4331. （原始内容存档于2020-12-31）.
23. ↑  Barr, John. . ESPN. 2018-01-10  [2018-01-28]. （原始内容存档于2021-03-17）.
24. ↑  Green, Lauren. . 体育画报. 2018-01-09  [2018-01-28]. （原始内容存档于2020-10-29）.
25. ↑  Alexander, Harriet. . 每日电讯报. 2018-01-15  [2018-01-28]. （原始内容存档于2020-11-26）.
26. ↑  Levenson, Eric. . 有线电视新闻网. 2018-01-19  [2018-01-28]. （原始内容存档于2021-10-27）.
27. ↑  Barr, John. . ESPN. 2018-01-24  [2018-01-28]. （原始内容存档于2021-10-26）.
28. ↑  . 密歇根州立大学.   [2018-01-28]. （原始内容存档于2018-01-24）.
29. ↑  Chowdhury, Saj. . BBC体育. 2016-11-26  [2018-01-25]. （原始内容存档于2021-03-17）.
30. ↑  Tucker, Heather. . 今日美国报. 2017-11-21  [2017-12-04]. （原始内容存档于2020-10-23）.
31. ↑  Park, Alice. . 时代周刊. 2017-10-18  [2018-01-25]. （原始内容存档于2020-12-22）.
32. ↑  Mencarini, Matt. . 兰辛州纪事报（英语：Lansing State Journal）. 2017-04-06  [2018-01-29]. （原始内容存档于2020-10-23）.
33. ↑  Rosenblatt, Kahlan. . NBC新闻. 2017-11-29  [2018-01-25]. （原始内容存档于2021-02-27）.
34. 1 2  Murphy, Dan. . ESPN. 2018-01-18  [2018-01-19]. （原始内容存档于2020-11-09）. Part of the plea deal allowed all of the 135 women who have accused Nassar of abusing them -- many when they sought him out for medical treatment -- to confront him and share their stories with the court.
35. ↑  Eggert, David; Householder, Mike. . 芝加哥论坛报. Associated Press. 2018-01-24  [2018-01-25]. （原始内容存档于2019-04-11）.
36. ↑  Epstein, Jori; Langford, Terri. . The Dallas Morning News. 2018-01-24  [2018-01-24]. （原始内容存档于2018-05-21）.
37. ↑  Tracy Connor; Elizabeth Chuck. . nbcnews.com. 2018-01-24  [2018-01-28]. （原始内容存档于2020-11-09）.
38. ↑  Hanna, Jason. . cnn.com. 2018-01-27  [2018-01-27]. （原始内容存档于2021-02-03）.
39. ↑  Zamudio-Suaréz, Fernanda. . chronicle.com. 2018-01-22  [2018-01-27]. （原始内容存档于2020-10-23）.
40. ↑  Paula Lavigne; Nicole Noren. . espn.com. 2018-01-27  [2018-01-27]. （原始内容存档于2018-02-26）.
41. ↑  . cnn.com. 2017-11-28  [2018-01-27]. （原始内容存档于2021-03-02）.
42. ↑  . bbc.com. 2018-01-27  [2018-01-27]. （原始内容存档于2020-10-15）.